# Сан-Карлос-де-ла-Кабанья

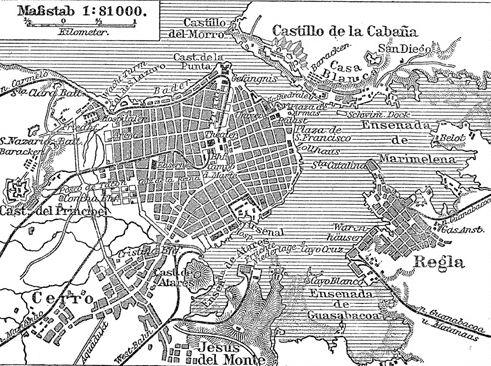
Сан-Карлос-де-ла-Кабанья на карте Гаваны XIX века (справа вверху)

Сан-Карлос-де-ла-Кабанья (исп. La Cabaña, полное наименование Fortaleza de San Carlos de la Cabaña) — комплекс крепостных строений XVIII века, расположенный на восточном берегу при входе в гавань Гаваны, Куба.

## История создания

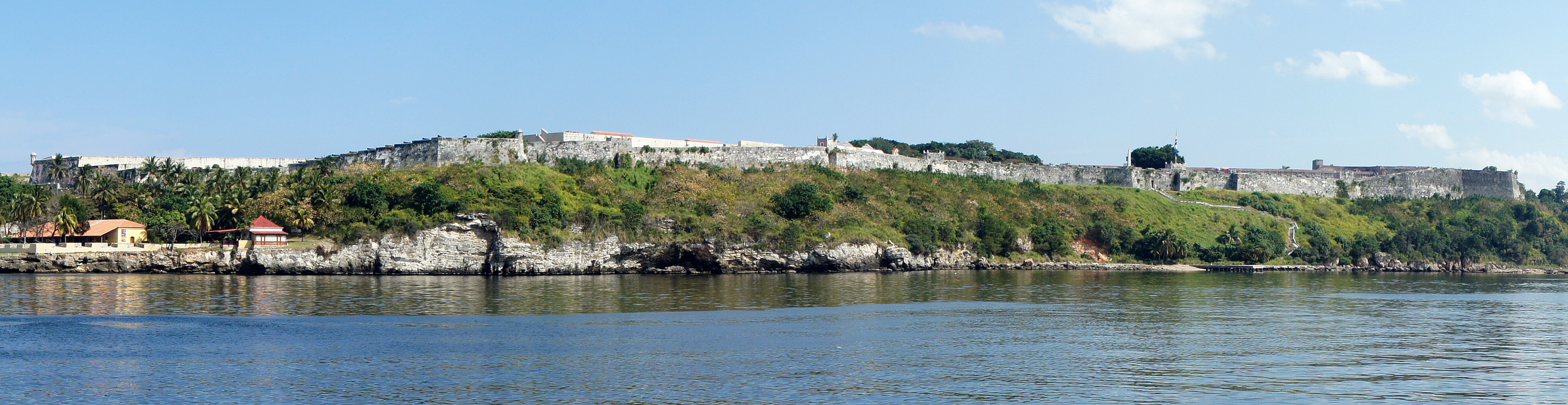
Вид крепости с воды (2014)

Строительство крепости началось в 1763 году по рекомендации Александра О'Рейли и указанию короля Испании Карла III после того, как годом ранее город был захвачен англичанами. Как только Куба вновь перешла в испанское владение в результате обмена на Флориду, было решено усилить оборону, дополнив более раннюю крепость XVI века Эль-Морро, выстроенную на самом входе в городскую гавань. Просчеты в её фортификации (слабые укрепления со стороны берега, наличие рядом высокого холма), которые привели к капитуляции гарнизона, были учтены при постройке Сан-Карлос-де-ла-Кабанья. Сан-Карлос-де-ла-Кабанья стала крупнейшим колониальным военным сооружением в Новом свете на момент окончания строительства (1774 год). Строительство контролировалось испанскими колониальными властями и стоило Испании значительных затрат.

## Использование крепости
Помимо военного назначения, крепость использовалась в качестве тюрьмы как колониальными властями, так и после обретения Кубой независимости. В годы режима Батисты служила военной тюрьмой. В январе 1959 года крепость была захвачена повстанцами во главе с Че Геварой, после чего несколько месяцев служила штаб-квартирой лидера Кубинской революции. Во время своего пятимесячного пребывания в должности коменданта крепости (со 2 января до 12 июня, 1959), Че Гевара руководил революционным трибуналом и казнями подозреваемых в военных преступлениях, политических заключенных, предателей, chivatos (осведомителей) и бывших членов тайной полиции Батисты.
В настоящее время крепость является частью исторического парка (совместно с Эль-Морро), в некоторых зданиях располагаются музеи, в том числе Музей старинных орудий и Музей-комендатура Че Гевары.